# Alik Ismail-Zadeh
Alik Ismail-Zadeh (* 28. September 1961 in Baku, Aserbaidschan) ist ein mathematischer Geophysiker. Er ist bekannt für seine Beiträge zur rechnergestützten Geodynamik und zu Studien über Naturgefahren, seine Pionierarbeit zur Datenassimilation in der Geodynamik sowie für seine herausragenden Verdienste um die Förderung der internationalen Wissenschaft. Er ist ein Privatdozent am Karlsruher Institut für Technologie (KIT) in Karlsruhe, Deutschland. Er war Generalsekretär des Internationalen Wissenschaftsrats (International Science Council, ISC) von 2018 bis 2021 und Generalsekretär der Internationalen Union für Geodäsie und Geophysik (IUGG) von 2007 bis 2019.

## Leben
Ismail-Zadeh erhielt 1982 seinen B.Sc. (Hons.) in Mathematik an der Staatliche Universität Baku und seinen M.Sc. (Hons.) in Physik an der Lomonossow-Universität Moskau unter der Aufsicht von Andrei Tichonow. Seinen Ph.D. in Geophysik erhielt er von der Russischen Akademie der Wissenschaften im Jahr 1990 unter der Aufsicht von Boris Naimark und Vladimir Keilis-Borok. Im Jahr 1997 erlangte er seinen Dr.Sci. (habil.) in Geophysik von der Russischen Akademie der Wissenschaften. Im Jahr 2024 wurde er am KIT in Computational Geodynamics umhabilitiert. 
Ismail-Zadeh war ein Wissenschaftler des Instituts für Geologie und Geophysik der Nationalen Akademie der Wissenschaften Aserbaidschans (1983–1986, 1990–1992). Danach war er Chief Scientist, Forschungsprofessor und Leiter der Forschungsgruppe „Computational Geodynamics and Geohazard Modeling“ des Instituts für Erdbebenvorhersagetheorie und mathematische Geophysik. der Russischen Akademie der Wissenschaften, Moskau (1992–2022). Seit 2001 arbeitet er in Karlsruhe, zunächst am Geophysikalischen Institut der Universität Karlsruhe und wechselte 2012 an das KIT Institut für Angewandte Geowissenschaften.
Er war Gastwissenschaftler und Gastprofessor an mehreren Universitäten und akademischen Zentren, u. a. an der University of Cambridge (Großbritannien), University of California at Los Angeles (USA), the Universität Tokyo (Japan), Institut de Physique du Globe de Paris (Frankreich), Universität Uppsala (Schweden), and the Abdus Salam International Centre for Theoretical Physics in Triest (Italien).

## Tätigkeiten
Alik Ismail-Zadeh setzt sich weltweit für wissenschaftliche Forschung, wissenschaftliche Exzellenz und Wissenschaft für die Gesellschaft ein. Er wurde zum ersten Generalsekretär des Internationalen Wissenschaftsrats (ISC, 2018–2021) gewählt; ISC ist die größte internationale Wissenschaftsorganisation, die den Wert der Wissenschaft verteidigen und der Wissenschaft eine starke und glaubwürdige Stimme verleihen soll. Seit 2022 ist er zum Berater des ISC Verwaltungsrats des Internationalen Wissenschaftsrats ernannt. Seit 2024 ist er Vorsitzender des wissenschaftlichen Ausschusses des Programms „Integrated Research on Disaster Risk“ (IRDR) des Internationalen Wissenschaftsrats (ISC) und des Büros der Vereinten Nationen für die Verringerung von Katastrophenrisiken (UNDRR). Außerdem wurde Ismail-Zadeh zum Generalsekretär der Internationalen Union für Geodäsie und Geophysik (IUGG, 2007–2019) gewählt. Seit 2019 ist er Vorsitzender der IUGG-Kommission für mathematische Geophysik, und seit 2018 ist er Mitglied des wissenschaftlichen Rates des UNESCO East African Institute for Fundamental Research (EAIFR) in Kigali, Ruanda. Er war Gründungsmitglied und Vorstandsmitglied der European Association for the Promotion of Science and Technology (EuroScience); Gründungsvorsitzender der Sektion Naturgefahren der American Geophysical Union (AGU); Vorsitzender des Komitees für die Sergei-Soloviev-Medaille für Naturgefahren der European Geosciences Union (EGU); Vorsitzender des Lenkungsausschusses der GeoUnions; and Ratsmitglied des Internationalen Geowissenschaftsprogramms der UNESCO. Er diente der Organisation des Vertrags über das umfassende Verbot von Nuklearversuchen (CTBTO), der Gruppe für Erdbeobachtung (GEO), dem Büro der Vereinten Nationen für die Verringerung von Katastrophenrisiken (UNDRR) und Internationalen Jahr des Planeten Erde (IYPE; 2007–2009) der Vereinten Nationen in verschiedenen Funktionen.

## Ehrungen und Auszeichnungen
- 2022: Ehrenmitglied (Fellow) des Internationalen Wissenschaftsrats (International Science Council)[28]
- 2021: Distinguished Lecturer of the College of Fellows der American Geophysical Union[29]
- 2019: Ambassador Award der American Geophysical Union[30]
- 2019: Ehrenmitglied (Fellow) der American Geophysical Union[31]
- 2019: Ehrenmitglied (Fellow) der Internationalen Union für Geodäsie und Geophysik[32]
- 2017: Mitglied der Academia Europaea[33]
- 2013: Ehrenmitglied (Honorary Fellow), Royal Astronomical Society[34]
- 2012: Axford Distinguished Lecture Award, Asia Oceania Geosciences Society (2012)[35]
- 2009: International Award der American Geophysical Union[36]
- 2001: Forschungsstipendium der Alexander von Humboldt-Stiftung[37]
- 1999: Forschungspreis für Nachwuchswissenschaftler, russischer Präsident Boris Jelzin
- 1995: Academia Europaea-Preis für russische Nachwuchswissenschaftler